# معركة عين سفني
معركة عين سفني (7 أبريل 2003) هي اشتباك تكتيكي وقع خلال غزو العراق عام 2003، بين القوات الخاصة الأمريكية ومقاتلي البيشمركة الكردية من جهة، والقوات العراقية من جهة أخرى.Gordon وعلى الرغم من أن المعركة كانت صغيرة نسبيًا مقارنة بمعارك أخرى في المنطقة، إلا أن لها أهمية استراتيجية نظرًا لموقع عين سفني الذي يشكل طريقًا إلى الموصل من الشمال.Pollack

## الخلفية
كجزء من مهمة التحالف لتأمين شمال العراق، عملت قوات العمليات الخاصة الأمريكية بالتعاون مع البيشمركة الكردية لتحييد مواقع الجيش العراقي في محيط الموصل.Gordon وتم تحديد عين سفني كموقع حاسم نظرًا لقربها من المدينة، ما منح قوات التحالف منفذًا استراتيجيًا نحو الموصل من الجهة الشمالية.Pollack

## المعركة
في 7 أبريل 2003، خاضت قوات العمليات الخاصة الأمريكية ومعها نحو 200 من مقاتلي البيشمركة اشتباكًا ضد القوات العراقية المتمركزة في عين سفني.Pollack وضمت القوات العراقية سرية مشاة ميكانيكية مكونة من حوالي 120 جنديًا، مدعومة بثلاث دبابات من طراز T-55 وست ناقلات جنود مدرعة.Pollack ورغم تفوق العراقيين من حيث العتاد المدرع، إلا أن قوات التحالف استخدمت تكتيكات متقدمة ودعمًا جويًا مباشرًا للتغلب على الدفاعات العراقية.Gordon
وبمساعدة صواريخ جافلين المضادة للدروع التي وفرتها القوات الأمريكية، تمكن المقاتلون الأكراد وعناصر القوات الخاصة من تدمير الدبابات والمدرعات العراقية. وساهم الدعم الجوي من طائرات التحالف في ترجيح الكفة لصالح التحالف، ما سمح لهم باختراق خطوط الدفاع العراقية.Gordon

## النتيجة
أسفرت المعركة عن انتصار حاسم لقوات التحالف الأمريكي-الكردي، إذ تكبدت القوات العراقية خسائر كبيرة شملت تدمير ثلاث دبابات T-55 وست ناقلات جنود مدرعة، بالإضافة إلى عدد غير محدد من القتلى وأسر 15 جنديًا.Pollack أما خسائر التحالف فشملت إصابة ثلاثة من عناصر القوات الخاصة الأمريكية، واستشهاد 12 من مقاتلي البيشمركة وإصابة 30 آخرين.Gordon

## ما بعد المعركة
مكن هذا الانتصار قوات التحالف من التقدم شمالًا نحو الموصل، ما لعب دورًا رئيسيًا في السيطرة اللاحقة على المدينة. كما أظهرت المعركة فعالية التعاون بين القوات الأمريكية والمقاتلين المحليين الأكراد، وهو تعاون سيتكرر لاحقًا في عدة جبهات خلال غزو العراق عام 2003.Pollack

## روابط خارجية
- PBS Frontline: انتفاضة الأكراد ومعركة الموصل
- Global Security: عمليات القوات الخاصة الأمريكية في شمال العراق

قالب:تصنيف تلقائي:عين سفني 2003